# Europastraße 571
Die Europastraße 571 (kurz: E 571) ist eine von West nach Ost verlaufende Europastraße in der Slowakei, die etwa  405 km lang ist. Auf der Trasse durchquert sie folgende slowakische Verwaltungseinheiten: Bratislavský kraj, Trnavský kraj, Nitriansky kraj, Banskobystrický kraj und Košický kraj und stellt die sogenannte Südroute von Bratislava nach Košice dar. Auf voller Länge ist die E 571 deckungsgleich mit der längeren E 58 (Wien–Rostow am Don). Etwa die Hälfte der Europastraße ist mindestens vierspurig ausgebaut.

## Verlauf
Die Europastraße 571 beginnt am Autobahndreieck Petržalka (Anschluss an die Autobahn D2) im Süden Bratislavas und folgt bis Autobahnkreuz Trnava der Autobahn D1, wo sie zur Schnellstraße R1 wechselt. Im weiteren Verlauf werden Nitra, Zlaté Moravce und Žiar nad Hronom passiert. In Budča bei Zvolen wird die E 571 zur Straße I. Ordnung 16 und kurz danach endet der vierspurige Ausbau. Bis Košice ist sie weitgehend deckungsgleich mit der I/16 und passiert unter anderen Lučenec, Rimavská Sobota und Rožňava, ehe sie Košice erreicht. Teilstrecken zwischen Zvolenská Slatina und Kriváň, bei Ožďany und Tornaľa sind hingegen Teil der Schnellstraße R2, wobei jedoch nur der erstgenannte Abschnitt vierspurig ausgebaut ist. Bei Šaca (Stadtteil von Košice) beginnt wieder der vierspurige Ausbau und ist bis zum Ende an der Anschlussstelle Prešovská-Sečovská östlich des Stadtzentrums als Autostraße ausgewiesen.
In der Zukunft soll die ganze Strecke Zvolen–Košice vierspurig ausgebaut werden, in Bau sind die Teilstrecken Kriváň–Mýtna und Mýtna–Tomášovce.